# Puente de Río Verde
El Puente de Río Verde (en inglés: Verde River Bridge) se localiza cerca de Paulden, en Arizona, Estados Unidos, fue construido en 1922. Fue incluido en el Registro Nacional de Lugares Históricos en 1988.
Se trata de un puente de arco con un recorrido de 100 pies (30 m).
Se encuentra en Sullivan Lake Rd., Lo que ahora se llama en los mapas como N. Old Highway 89., A media milla del cruce actual de Río Verde en la ruta estatal de Arizona 89.